# Wetenschap in vroege culturen

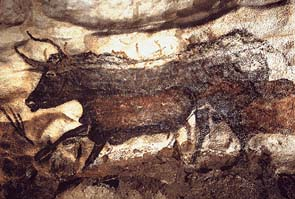
Een stier uit de Grot der Stieren, Lascaux, 15.000 - 10.000 v.Chr.

Wetenschap in vroege culturen betreft de wetenschap zoals deze werd beoefend, voorafgaand aan de wetenschappelijke praktijk in de klassieke oudheid. Van de prehistorische culturen tot de eerste beschavingen zijn veel sporen bewaard gebleven van de menselijke observatie van de natuur, en de manier waarop de daaruit voortkomende kennis aan volgende generaties werd overgedragen. Deze sporen leveren een gevarieerd beeld op van de wetenschapsbeoefening in uiteenlopende vroege culturen.

## Algemeen
In de prehistorische tijd werd kennis mondeling, van generatie op generatie overgedragen. De ontwikkeling van het schrift stelde de mens in staat om gegevens te registreren en schriftelijk aan volgende generaties door te geven. Vermoedelijk ontstond het protoschrift zo'n 5000 tot 6000 jaar geleden in Soemerië en later in Egypte, de Indusvallei en China, en (tussen 1200 en 400 v. Chr.) ook in Meso-Amerika. Waarschijnlijk is het schrift verspreid van Soemerië naar de Indusvallei en naar Egypte. Aangenomen wordt dat het Chinese schrift onafhankelijk daarvan is uitgevonden.
De geschiedenis van de wiskunde is complex. Er zit echter een grote rode draad in deze geschiedenis: het tellen. Tellen is een belangrijke menselijke bezigheid: octaal, decimaal of hexadecimaal. Wanneer de wiskunde precies ontstond is niet duidelijk. Er zijn mogelijk sporen van kerfstokken uit de prehistorie gevonden, wat erop zou  wijzen dat er toen al werd geteld. Wel is zeker dat de Babyloniërs het eerste volk waren dat wiskunde gebruikte om praktische problemen op te lossen. Zij kenden het principe van wat tegenwoordig bekendstaat als de stelling van Pythagoras, en konden vierkantsvergelijkingen oplossen.
Astronomie is waarschijnlijk de eerste wetenschap die door de mens werd beoefend. Vrijwel alle oude volkeren hielden zich bezig met het beschrijven van de bewegingen van de sterren, ten behoeve van de navigatie op zee en de landbouw, en voor het 'lezen' in de stand van de sterren van het lot van de heerser en zijn rijk ("astrologie"). Om de sterren te herkennen werd de hemel opgedeeld in sterrenbeelden.

## Wetenschap in de eerste beschavingen

### Mesopotamië

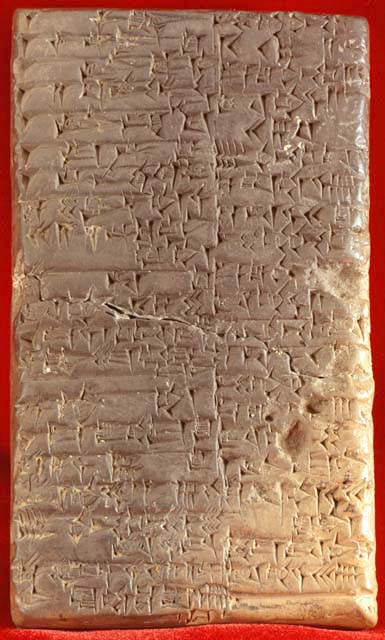
Kleitablet met Sumerisch spijkerschrift

Mesopotamië is het Tweestromenland tussen de rivieren de Eufraat en de Tigris, in het huidige Irak, met een prehistorie tot 3500 v.Chr. en een historische ontwikkeling tot ca. 1800 v.Chr. Hierna gaat deze cultuur over in de Babylonische beschaving. Vanaf ongeveer 3500 v.Chr. leefden in het zuiden de Sumeriërs en in het noorden de Akkadiërs.
In 3300 v.Chr. werd in Sumerië de oudste vorm van het schrift uitgevonden: het pictografische schrift waaruit zo'n eeuw later het spijkerschrift wordt ontwikkeld. De uitvinding van het schrift kwam in eerste instantie tegemoet aan de economische noodzaak om lijsten van koopwaren en voorraden bij te houden en contracten vast te leggen. De oudste kleitabletten zijn dan ook opsommingen van producten met getallen en ze zijn in pictogramvorm. Het spijkerschrift bleef in gebruik tot na de tijd van Alexander de Grote (4e eeuw v. Chr) en werd daarna geleidelijk verdrongen door het veel gemakkelijker te leren Aramese alfabetische schrift. Een laatste overgeleverd tablet in spijkerschrift uit Mesopotamië is gedateerd op 74 n.Chr. en gaat over astronomie. Het Akkadisch, een al eeuwen dode lingua franca die dan nog sporadisch als wetenschappelijke taal gebruikt werd, raakte nu in de vergetelheid.
Voor het rekenen gebruikten de Mesopotamiërs een 60-tallig getalstelsel. Dit is de bron van de huidige 60 minuten in een uur en 24 uur in een dag, zowel als de 360 graden in een cirkel. De Sumerische kalender deelt de week ook in zeven dagen in. Deze kennis werd ook gebruikt in de vervaardiging van kaarten.
De Babylonische astronomen waren zeer geïnteresseerd in de studie van de sterren en de lucht en konden al voorspellingen doen van eclipsen en zonsverduistering. Mensen dachten dat alles z'n doel had in de astronomie. Veel was hierbij gerelateerd aan religie en omens. In de Enuma Anu Enlil, een reeks van 68 of 70 kleitabletten die betrekking hebben op de Babylonische astrologie, daterend uit het 7e millennium v.Chr. wordt het lot van de koning in verband gebracht met de staat en worden bijvoorbeeld voorspellingen gedaan over steden die door maansverduisteringen getroffen zullen worden. Mesopotamische astronomen werkten ook een kalender uit van 12 maanden gebaseerd op de cycli van de maan. Ze deelden het jaar in twee seizoenen: zomer en winter.

### Indusbeschaving
De bevolking van de Indusbeschaving kende vanaf 3300 v.Chr. gedurende de Ravi-fase een eerste vorm van schrift en bereikte grote meetnauwkeurigheid op gebied van lengte, massa en tijd. Ze waren zowat de eersten die een uniform gewichtenstelsel ontwikkelden met uiterst precieze metingen. De kleinste onderverdeling, die op een ivoren schaal uit Lothal gegraveerd staat, was ca. 1,704 millimeter en is daarmee de kleinste decimale indeling die ooit op een schaal uit het Bronstijdperk is aangetroffen.
Harappaingenieurs volgden het decimale stelsel voor alle praktische aangelegenheden, zelfs het meten van massa, zoals aan het licht kwam door hun hexaëdervormige gewichten. De afmetingen van de bakstenen hadden de perfecte verhouding 4:2:1 en ook daarvoor werd het decimaal stelsel gebruikt.
Ondanks talrijke pogingen zijn de vorsers tot nu toe niet in staat om het indusschrift te ontcijferen, temeer onbekend is welke taal het is.
De wetenschappelijke kennis werd door de ingenieurs van deze beschaving ook toegepast in de planmatige stadsarchitectuur, met riolering en watertoevoer, en in de bouw van havens en zeewaardige schepen, waarmee tot in de Perzische golf werd gevaren. Verder bleek uit onderzoek van prof. Andrea Cucina op skeletten dat er al een gevorderde kennis van de geneeskunde en tandheelkunde aanwezig was.

### Egypte

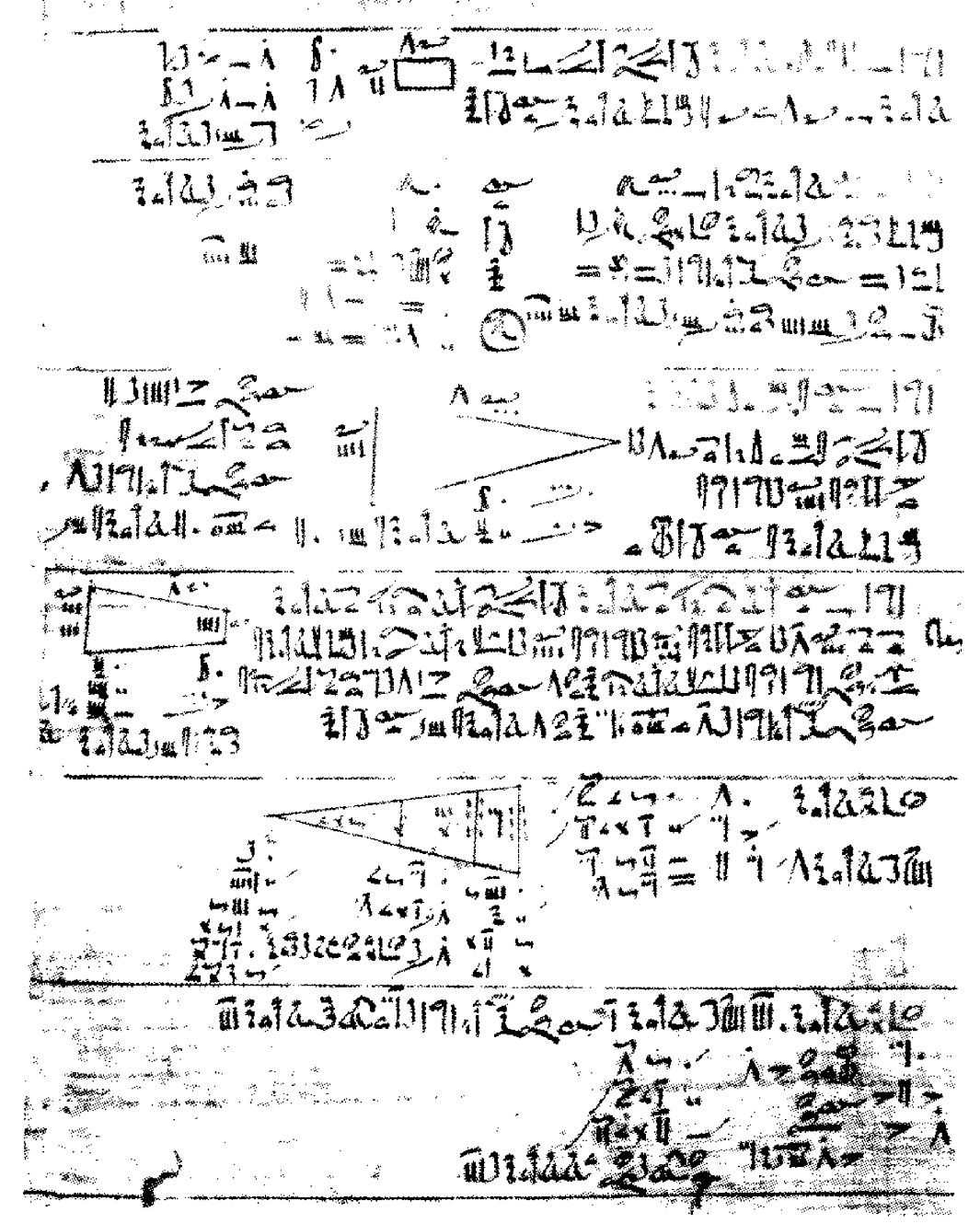
Een gedeelte van de Rhind-papyrus

De wetenschap in het Oude Egypte kende een vrij hoog niveau, maar was toch nog verschillend met de onze. Zo kenden de Egyptenaren geen woord voor wetenschap en bestond de abstracte wetenschap niet. De wetenschap van de Egyptenaren stond steeds in dienst van reële problemen en er werd nooit een poging gedaan om abstracte eenduidige formuleringen te maken. Toch kenden ze op bepaalde vlakken een opmerkelijke vernuftigheid.
De Egyptenaren deden ook astronomische waarnemingen, maar hun astronomie was niet zo ver gevorderd als in Mesopotamië. Ze slaagden er aan de hand van astronomie in een vrij goede kalender te maken en aan de hand van astronomische waarnemingen konden ze hun piramides preciezer bouwen.
Ook in de wiskunde haalden de Egyptenaren een vrij hoog niveau, dat zich echter beperkte tot de praktijk.
Proto-Sinaïtisch schrift werd in de Nijldelta en in de Sinaï ontdekt, daterend uit respectievelijk 1900 en 1700 v.Chr..

### China
Joseph Needham's Science and Civilisation in China somt een aantal vroege ontdekkingen op, onder meer in de astronomie en geneeskunde. De vier grote uitvindingen van China zijn het kompas, het papier, het buskruit en de boekdrukkunst. De drukkunst werd reeds vermeld tijdens de Tang-dynastie (618-907), hoewel al vroeger gedrukte patronen op stof te vinden zijn.

### Maya
De astronomie van de Mayas was ver genoeg gevorderd om een eigen kalender te maken.